# Elliptera tennessa
Elliptera tennessa là một loài ruồi trong họ Limoniidae. Chúng phân bố ở miền Tân bắc.